# Lithocarpus sulitii
Lithocarpus sulitii är en bokväxtart som beskrevs av Engkik Soepadmo. Lithocarpus sulitii ingår i släktet Lithocarpus och familjen bokväxter. Inga underarter finns listade.